# Ar Lan y Môr
„Ar Lan y Môr“ je velšská lidová píseň. Existuje několik forem textu; jsou mezi nimi například i takové, ve kterých jsou jasné prvky z jiných písní. Jde o milostnou píseň. V roce 2003 píseň zahrál John Cale ve velšském dokumentárním filmu Dal: Yma/Nawr režiséra Marca Evanse.

## Text písně
Ar lan y môr mae lilis gwynion

Ar lan y môr mae 'nghariad inne

Yn cysgu'r nos a chodi'r bore.
Ar lan y môr mae carreg wastad

Lle bûm yn siarad gair â'm cariad

O amgylch hon fe dyf y lili

Ac ambell gangen o rosmari.
Ar lan y môr mae cerrig gleision

Ar lan y môr mae blodau'r meibion

Ar lan y môr mae pob rinweddau

Ar lan y môr mae nghariad innau.
Llawn yw'r môr o swnd a chegryn

Llawn yw'r wy o wyn a melyn

Llawn yw'r coed o ddail a blode

Llawn o gariad merch wyf inne.
Mor hardd yw'r haul yn codi'r bore

Mor hardd yw'r enfys aml ei liwie

Mor hardd yw natur ym Mehefin